# Георги Миланов (поет)
Георги Миланов Иванов е български поет и преводач.

## Биография
Роден е на 2 май 1953 година в село Кладница, Пернишко. Завършва Литературния институт „Максим Горки“ в Москва. Работи като журналист, възпитател, редактор. Брат е на поета Димитър Миланов. Превел е романа на Александър Солженицин „Раково отделение“.
Автор е на стихосбирките „Да кажем сбогом на лятото“ (1989), „Другият бряг“ (1999), „Кеят на сезоните“ (2005), „Последната нощ на август“ (2012), „Завръщане в август“ (2020). Член е на Съюза на българските писатели.